# Tessa Dahl
Chantal Sofia "Tessa" Dahl (Oxford, 11 d'abril de 1957) és una escriptora i periodista anglesa, filla de l'escriptor britànic Roald Dahl i de l'actriu estatunidenca Patricia Neal. Ella va créixer a Great Missenden (Buckinghamshire) i va estudiar a les escoles Roedean i Downe House, a l'Elizabeth Russell Cookery School i al Herbert Bergof Acting Studio.
El 1972 va ser aprenent al Barter Theatre d'Abingdon (Virgínia). Va actuar a l'obra The Deep Man d'Hugo von Hofmannsthal al Royal Exchange (Manchester). Després del breu pas com a actriu durant la dècada de 1970, Tessa Dahl es va convertir en una escriptora prolífica i va publicar la novel·la Working For Love i llibres infantils i juvenils. El seu llibre Gwenda and the Animals va guanyar el premi al millor llibre infantil de l'any d'Amics de la Terra. A més, ha escrit àmpliament per al London Times, The Sunday Times, The Daily Telegraph, The Sunday Telegraph, Daily Mail, The Mail on Sunday, Vogue, House & Garden i YOU Magazine. Col·labora en la revista de moda femenina Tatler.
Amb l'actor Julian Holloway, va tenir una filla, la també escriptora i model Sophie Dahl; la parella es va separar poc després. Posteriorment es va casar amb l'empresari James Kelly i van tenir dos fills, Clover i Luke. Després es va casar amb l'empresari Patrick Donovan, fill de l'ambaixador Francis Patrick Donovan, i va tenir un fill, Ned.

## Filmografia seleccionada
| Any  | Pel·lícula                      | Paper        |
| ---- | ------------------------------- | ------------ |
| 1973 | Happy Mother's Day, Love George | Celia        |
| 1975 | Royal Flash                     | First Girl   |
| 1976 | La sabatilla i la rosa          | Princesa     |
| 1978 | Leopard in the Snow             | Miss Framley |